# 101 (album)
101, live album i dokumentarni film grupe Depeche Mode objavljen 1989.

Live album je nazvan “101” jer je to bio zadnji, 101. koncert pomenute turneje, snimljen u prepunoj dvorani Pasadena Rose Bowl.